# Lissonotus equestris
Lissonotus equestris är en skalbaggsart som först beskrevs av Fabricius 1787.  Lissonotus equestris ingår i släktet Lissonotus och familjen långhorningar.
Artens utbredningsområde är:
- Guyana.
- Surinam.
- Venezuela.

Inga underarter finns listade i Catalogue of Life.